# Diagnóstico pré-natal

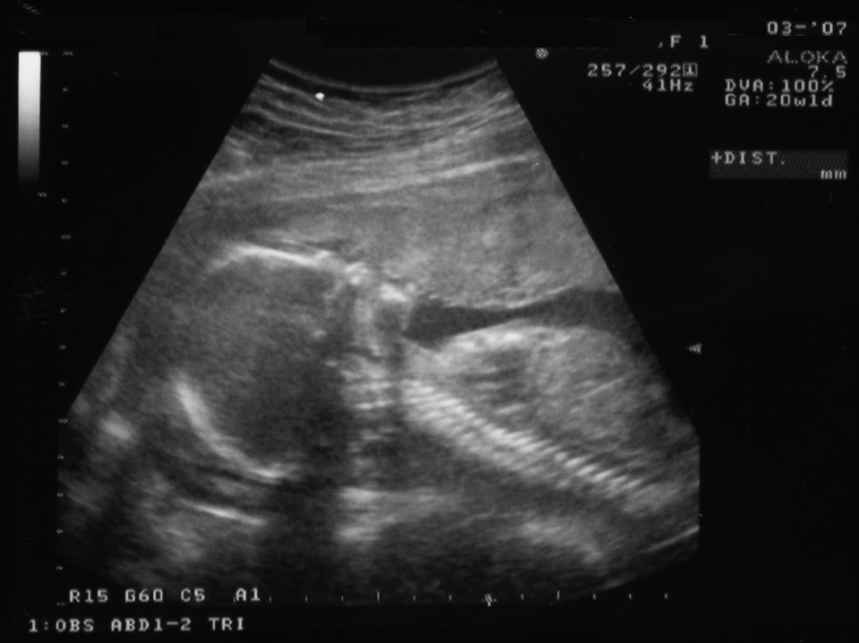
Ecografia (ultrassom) obstétrica

O diagnóstico pré-natal é o conjunto de exames médicos realizados durante a gravidez com o objetivo de detectar doenças ou problemas no feto ou no embrião antes do parto. Entre as doenças congénitas mais frequentemente diagnosticadas estão os defeitos no tubo neural, síndroma de Down, anomalias cromossómicas, anomalias genéticas e outras condições, como espinha bífida, fissura labiopalatal, doença de Tay-Sachs, anemia falciforme, talassemia, fibrose cística, distrofia muscular e síndrome do X frágil. Os exames de diagnóstico pré-natal podem também ser utilizados para determinar o sexo do bebé. Entre os exames mais comuns estão a amniocentese, ecografia, incluindo ecografia à translucência da nuca, exames aos marcadores serológicos e exames genéticos. Em alguns casos, os exames são realizados para determinar a realização de um aborto, embora tanto médicos como pacientes considerem pertinente o diagnóstico de gravidezes de risco o mais cedo possível de modo a que o parto possa ser agendado em condições clínicas apropriadas.

## Invasividade
Os exames de diagnóstico pré-natal podem ser realizados por métodos invasivos ou não invasivos. Um método invasivo geralmente implica a introdução de uma sonda ou de uma agulha no útero, como no caso da amniocentese e da biópsia das vilosidades coriónicas. No entanto, a biópsia das vilosidades coriónicas apresenta um risco de aborto bastante superior à realização de uma amniocentese no segundo semestre. As técnicas não invasivas geralmente envolvem o exame do ventre através de ecografia e análises de sangue (por exemplo, alfafetoproteína). Quando um método não invasivo indica um risco elevado de anomalia genética ou cromossómica, geralmente realiza-se um exame com uma técnica invasiva para recolher mais informação. No caso de defeitos do tubo neural, a ecografia pode fornecer um diagnóstico conclusivo de forma não invasiva.

## Métodos de diagnóstico e rastreio pré-natal
Existem diversas formas de classificar os métodos disponíveis, entre os quais de acordo com a invasividade ou o intervalo de tempo em que podem ser realizados.
| Invasividade   | Exame                                              | Observações | Data de realização             |
| Não invasivo   | Células fetais no sangue materno                   | Tem por base o aumento das células fetais em circulação no sangue materno. Uma vez que as células fetais contêm toda a informação genética do feto, podem ser usadas para realizar exames de diagnóstico. | Primeiro trimestre             |
| Não invasivo   | ADN fetal livre no sangue materno                  | Tem por base o ADN de origem fetal em circulação no sangue materno. O exame pode identificar aneuploidias fetais e o sexo de um feto a partir das seis semanas de gestação. O ADN fetal corresponde a 2-10% do total de ADN em circulação no sangue materno. O ADN fetal livre também permite realizar a sequenciação genómica completa do feto, determinando assim a sequência completa de ADN de cada gene. | Primeiro trimestre             |
| Não-invasivo   | Diagnóstico genético de pré-implantação (DGP)      | Durante o processo de fertilização in vitro, é possível recolher amostras do embrião antes da implantação. Embora o exame em si não seja invasivo, a fertilização in vitro geralmente envolve técnicas invasivas. | Antes da implantação           |
| Não invasivo   | Exame externo                                      | Observação do útero a partir do exterior do corpo. | Primeiro ou segundo trimestre  |
| Não invasivo   | Ecografia obstétrica                               | Realizadas a partir da sétima semana para confirmar a gravidez e detetar a presença de gémeos. O exame da translucência nucal entre as 11 e as 13 semanas de gestação pode ser usado para identificar um risco acrescido de síndroma de Down. As ecografias morfológicas realizadas a partir da 18ª semana verificam qualquer desenvolvimento anormal.                                                        | Primeiro ou segundo trimestres |
| Não invasivo   | Batimento cardíaco fetal                           | Audição do batimento cardíaco fetal | Primeiro ou segundo trimestres |
| Não invasivo   | Teste de não-stresse                               | Utilização de cardiotocografia durante o terceiro trimestre para monitorizar o bem-estar fetal | Terceiro trimestre             |
| Pouco invasivo | Recolha de células trofoblásticas                  | É possível recolher células trofoblásticas a partir do colo do útero para fins de diagnóstico, incluindo exames genéticos. A taxa de sucesso da recolha varia entre 40 e 90%. Pode ser usado para determinar o sexo e identificar aneuploidias. | First trimester                |
| Pouco invasivo | Rastreio bioquímico                                | Incluindo gonadotrofina coriónica humana, proteína A plasmática associada à gravidez, alfafetoproteína (ver secção em baixo) | Primeiro ou segundo trimestres |
| Invasivo       | Biópsia das vilosidades coriónicas                 | Envolve a recolha de uma amostra das vilosidades coriónicas e posterior análise. Embora este exame posa ser realizado mais cedo do que a amniocentese, o risco de aborto é significativamente maior, estando estimado em cerca de 1%. | Após a 10ª semana              |
| Invasivo       | Amniocentese                                       | Pode ser realizada assim que o líquido amniótico esteja suficientemente desenvolvido. As células fetais flutuam neste líquido, pelo que podem ser separadas e analisadas. O risco de aborto de uma amniocentese é geralmente de 0,06% (1:1600). | Após a 15ª semana              |
| Invasivo       | Embrioscopia e fetoscopia                          | Embora raramente seja realizado, este exame consiste na inserção de uma sonda no útero para observação com uma câmara de video ou para recolha de sangue ou tecido do embrião ou do feto. |                                |
| Invasivo       | Recolha percutânea de amostras de sangue umbilical | Exame de diagnóstico genético que analisa sangue do cordão umbilical para detectar anomalias fetais. | 24–34 semanas                  |